# Jackie Jensen
Jack Eugene Jensen (San Francisco, California, 9 de marzo de 1927-Charlottesville, Virginia, 14 de julio de 1982), más conocido como Jackie Jensen, fue un jugador profesional estadounidense de béisbol que se desempeñó en la posición de jardinero derecho en las Grandes Ligas de Béisbol (MLB). Es poseedor de un Guante de Oro.

## Carrera
Jensen jugó como profesional tres temporadas en New York Yankees (1950-1952), después pasó a Washington Senators (1952-1953), luego a Boston Red Sox, donde jugó siete temporadas (1954-1959, 1961), y fue el equipo en el que se retiró.

## Premios
Fue galardonado con el Guante de Oro en una oportunidad (1959).